# Hangikjöt
Hangikjöt (Hängande kött) är en isländsk maträtt som består av rökt lamm- eller fårkött, vanligtvis serverat kokt i bitar, varmt eller kallt, med béchamelsås, gröna ärtor och potatis, eller i smala bitar på bröd som flatkaka eller rúgbrauð.
Köttet kan komma från olika delar på fåret, men det mest vanliga är från bakbenet. Vad som anses vara den bästa kvaliteten på hangikjöt är vanligtvis ett knä med ben och ett lagom lager med fett, men smaken varierar beroende på rökningsmetoden. Traditionellt fanns det två varianter: Rökt med björkris eller torkad gödsel, men på senare år har både varmrökt och dubbelrökt hangikjöt blivit tillgängligt i affärerna, det senare vanligtvis serverat rått ungefär som italienska prosciutto, med melon eller i en sallad.
Hangikjöt är på Island en traditionell festrätt, som serveras vid julen eller vid speciella tillfällen.